# Municipio de Banks (Iowa)
El municipio de Banks (en inglés: Banks Township) es un municipio ubicado en el condado de Fayette en el estado estadounidense de Iowa. En el año 2010 tenía una población de 326 habitantes y una densidad poblacional de 3,45 personas por km².

## Geografía
El municipio de Banks se encuentra ubicado en las coordenadas 42°52′4″N 92°0′58″O / 42.86778, -92.01611. Según la Oficina del Censo de los Estados Unidos, el municipio tiene una superficie total de 94.53 km², de la cual 94,53 km² corresponden a tierra firme y (0 %) 0 km² es agua.

## Demografía
Según el censo de 2010, había 326 personas residiendo en el municipio de Banks. La densidad de población era de 3,45 hab./km². De los 326 habitantes, el municipio de Banks estaba compuesto por el 99,08 % blancos, el 0,61 % eran de otras razas y el 0,31 % eran de una mezcla de razas. Del total de la población el 0,61 % eran hispanos o latinos de cualquier raza.